# Maršrutka

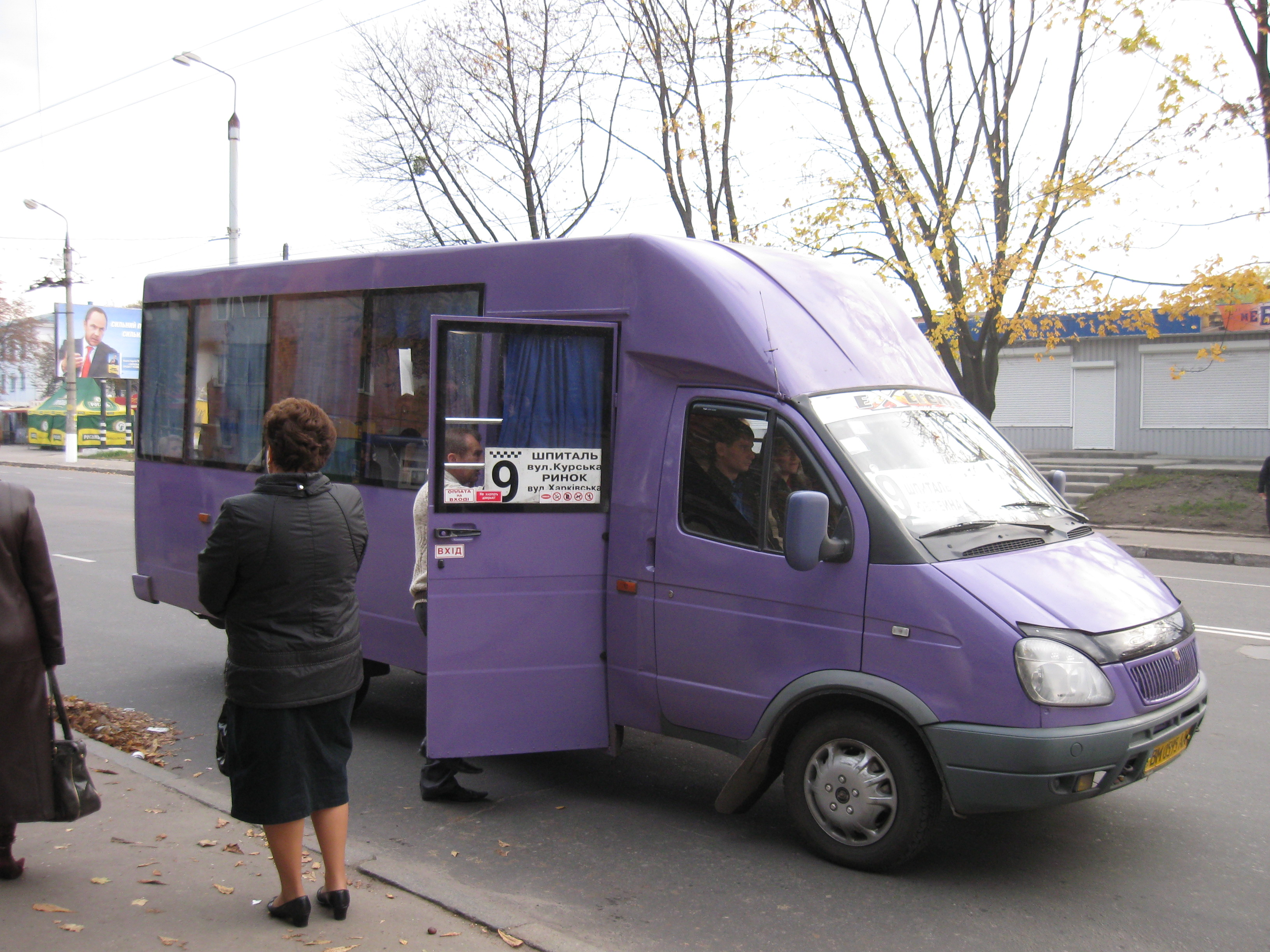
Maršrutka na Ukrajině

Maršrutka (rusky, ukrajinsky a bělorusky маршрутка (маршрутное такси, маршрутне таксі, маршрутнае таксі), méně oficiálně ve všech uvedených jazycích též maršutka (маршутка), albánsky furgon, turecky dolmuş) je rozšířený druh veřejné dopravy hlavně v zemích bývalého Sovětského svazu, Balkánu a v Turecku. Jedná se o sdílené taxi, které jezdí po stanovené trase, avšak v nepravidelných intervalech – ze zastávky někdy odjíždí až poté, kdy je plně obsazeno. V některých zemích či městech fungují maršrutky jako běžná linková minibusová doprava s pevně stanovenými trasami i označenými zastávkami jako doplněk k páteřní síti kapacitní hromadné dopravy, v menších městech často tvoří základ MHD. 
Tento druh dopravy se rozvinul zejména po rozpadu Sovětského svazu na konci 20. století, kdy došlo k útlumu a chátrání sítí veřejné dopravy. Například v jihoukrajinském Melitopolu, městě se 150 000 obyvateli, představují maršrutky v současnosti[kdy?] jediný druh městské dopravy. V bohatších baltských státech a Polsku se těší menší popularitě.